# Radu Theodorescu
Radu Theodorescu est un mathématicien né à Bucarest le 12 avril 1933 et décédé à Québec le 14 août 2007,.  Il est professeur émérite de l'Université Laval.

## Honneurs
- 2000 - Membre honoraire, Société statistique du Canada[4]